# Vũ Hồng Văn
Vũ Hồng Văn (sinh năm 1976) là một chính khách Việt Nam, sĩ quan cao cấp của Công an nhân dân Việt Nam, cấp bậc Thiếu tướng. Ông hiện là Bí thư Tỉnh uỷ Đồng Nai, Trưởng Đoàn đại biểu Quốc hội Việt Nam khóa XV tỉnh Đồng Nai, nhiệm kì 2021-2026.
Ông từng là Phó Chủ nhiệm Ủy ban Kiểm tra Trung ương khoá XIII, Bí thư Đảng ủy, Cục trưởng Cục An ninh chính trị nội bộ (Bộ Công an) , Giám đốc Công an tỉnh Đồng Nai, Giám đốc Công an tỉnh Đắk Lắk, Phó Chính ủy Bộ Tư lệnh Cảnh sát Cơ động (Việt Nam).

## Thân thế và giáo dục
Vũ Hồng Văn sinh ngày 3 tháng 2 năm 1976, quê quán tại xã Trung Hòa, huyện Yên Mỹ, tỉnh Hưng Yên. Ông có bằng Cử nhân Điều tra tội phạm xâm phạm Quốc gia, Cao cấp lí luận chính trị, Tiến sĩ Luật. Vũ Hồng Văn là đảng viên Đảng Cộng sản Việt Nam.

## Sự nghiệp

### Lực lượng Công an
Vũ Hồng Văn có thời gian dài công tác trong ngành Công an Việt Nam. Năm 2010, ông được bổ nhiệm làm Phó Trưởng phòng Phòng Tổ chức cán bộ, Bộ Tư lệnh Cảnh sát cơ động, Bộ Công an. Sau đó 2 năm, ông được bổ nhiệm làm Trưởng phòng Phòng Tổ chức cán bộ của đơn vị này. Trong các năm 2013 và 2014, Vũ Hồng Văn lần lượt giữ các chức Phó Tư lệnh Cảnh sát cơ động, Phó Chính ủy Bộ Tư lệnh Cảnh sát cơ động rồi Chủ nhiệm Ủy ban Kiểm tra Đảng ủy, Phó Chính ủy kiêm Cục trưởng Cục Chính trị, Bộ Tư lệnh Cảnh sát cơ động. Ông giữ chức vụ Chủ nhiệm Ủy ban Kiểm tra Đảng ủy, Phó Chính ủy Bộ Tư lệnh Cảnh sát cơ động, Bộ Công an đến năm 2018.
Từ năm 2018, Vũ Hồng Văn được điều động công tác tại các tỉnh. Ông giữ chức Bí thư Đảng ủy, Giám đốc Công an tỉnh Đắk Lắk; hơn một năm sau được bầu giữ chức Bí thư Đảng ủy, Giám đốc Công an tỉnh Đồng Nai. Năm 2021 ông được bầu làm Đại biểu Quốc hội khóa XV tỉnh Đồng Nai. Trong năm này  ông được Chủ tịch nước Cộng hòa xã hội chủ nghĩa Việt Nam Nguyễn Xuân Phúc phong quân hàm Thiếu tướng Công an nhân dân Việt Nam. Thời điểm đó ông 45 tuổi, là thiếu tướng trẻ nhất của lực lượng Công an nhân dân Việt Nam tại thời điểm được phong quân hàm. Năm 2022 Vũ Hồng Văn được bổ nhiệm giữ chức Cục trưởng Cục An ninh chính trị nội bộ.

### Ủy ban Kiểm tra Trung ương
Ngày 6 tháng 10 năm 2023, Ban Chấp hành Trung ương Đảng đã bầu bổ sung Vũ Hồng Văn làm Uỷ viên Ủy ban Kiểm tra Trung ương khóa XIII.. Chưa đầy một năm sau, tháng 8 năm 2024 ông được bổ nhiệm giữ chức Phó Chủ nhiệm Ủy ban Kiểm tra Trung ương khóa XIII.

### Tỉnh ủy Đồng Nai
Ngày 25 tháng 1 năm 2025, Tỉnh ủy Đồng Nai tổ chức Hội nghị công bố quyết định của Bộ Chính trị về công tác cán bộ. Tại hội nghị, ông Nguyễn Quang Dương, Phó Trưởng Ban Tổ chức Trung ương công bố Quyết định của Bộ Chính trị về việc điều động, chỉ định ông tham gia Ban Chấp hành, Ban Thường vụ Tỉnh ủy, giữ chức Bí thư Tỉnh ủy Đồng Nai và chỉ định tham gia Đảng ủy Quân khu 7, nhiệm kỳ 2020-2025.
Ngày 24 tháng 3 năm 2025, Ủy ban Thường vụ Quốc hội phê chuẩn kết quả bầu ông giữ chức vụ Trưởng Đoàn đại biểu Quốc hội khóa XV tỉnh Đồng Nai.

### Khen thưởng
- Huân chương Quân công hạng Nhì
- Huân chương Chiến công hạng Nhất (3 lần)
- Huân chương Bảo vệ Tổ quốc hạng Ba

## Lịch sử thụ phong quân hàm
| Năm thụ phong | 1999     | 2001     | 2004      | 2007   | 2010     | 2013     | 2014      | 2015   | 2021        |
| ------------- | -------- | -------- | --------- | ------ | -------- | -------- | --------- | ------ | ----------- |
| Quân hàm      |          |          |           |        |          |          |           |        |             |
| Cấp bậc       | Thiếu úy | Trung úy | Thượng úy | Đại úy | Thiếu tá | Trung tá | Thượng tá | Đại tá | Thiếu tướng |